# Shuki Levy
Shuki Levy (en hebreo: שוקי לוי‎; Tel Aviv, 3 de junio de 1947) es un compositor israelí-estadounidense de música y guionista de televisión, director, y productor ejecutivo.
Las obras más conocidas de Levy son las composiciones de bandas sonoras para programas infantiles de televisión de la década de 1980, como El inspector Gadget, Las ciudades misteriosas del oro, Ulyses 31, Mask, Dinosaucers, Rainbow Brite, Popples, Daniel el travieso, Dragon Quest, He-Man y los amos del Universo, Jinetes del águila (la tercera adaptación occidental de Ciencia Ninja Equipo Gatchaman), She-Ra o Jayce y los guerreros sobre ruedas. 
En la década de 1990, se hizo conocido principalmente por su trabajo en Power Rangers, Masked Rider, VR Troopers, y Big Bad Beetleborgs. También ha escrito y dirigido numerosos episodios de algunos de estos programas de televisión, y dirigido algunas películas, como Eye of Doom (1987), Víctimas perfectas (1988) y Blind Vision (1991).

## Biografía
Nacido en la Palestina británica, comenzó su carrera como cantante e intérprete de la música en diversos clubes alrededor de Tel Aviv. También apareció en el musical Hair, junto con su socio Aviva Paz compusieron un hit que tuvo éxito en toda Europa llamado "Señorita Concertina", que vendió dos millones de copias.
Mientras vivía en París, conoció al empresario y músico Haim Saban, y los dos se convirtieron en amigos cercanos y colaboradores frecuentes.
Finalmente se mudaron a Los Ángeles y junto a su entonces socio, fundaron en el año 1980 la compañía Saban Entertainment, una productora de television responsable de series de la década de 1990 de como Masked Rider, VR Troopers, Big Bad Beetleborgs y su serie más popular y conocida, Power Rangers. La compañía fue vendida a The Walt Disney Company a finales de 2001 y Levy se retiró de la misma tras la venta.
Durante las décadas de 1980 y 1990, se destacó por componer un gran volumen de música para televisión. Según la base de datos de publicación de música de BMI, ha escrito un total combinado de 3.928 temas, partituras de fondo y canciones. En una investigación de 1998 realizada por The Hollywood Reporter, se reveló que muchas de estas composiciones fueron escritas por otros compositores, para que Levy y Saban obtuvieran el control de todos los derechos de publicación e ingresos por regalías musicales.
Levy se destaca por su prolífica carrera en la composición de la música, tiene un total de 14 discos de oro y platino y ha compuesto sintonías para más de 130 programas de televisión, lo que hizo que sea el poseedor del récord mundial en este sentido.

## Vida personal
Levy estaba casado con la actriz de televisión Deborah Shelton, de la serie Dallas y también estuvo comprometido con la actriz de televisión Sarah Brown, conocida por su papel en Hospital General. Tiene un hijo y dos hijas de estas relaciones.

## Filmografía

### Compositor
- Dawn of the Mummy (1981)
- Ulises 31 (1981)
- Festival de los Robots (1981)
- Las Misteriosas Ciudades de Oro (1982)
- He-Man and the Masters of the Universe (1983)
- Inspector Gadget (1983)
- Mister T (1983)
- A Christmas Special (1985)
- She-Ra: Princess of Power (1985)
- Jayce and the Wheeled Warriors (1985)
- MASK (1985)
- Rainbow Brite and the Star Stealer (1985)
- The Real Ghost Busters (1986)
- Dennis the Menace (1986)
- Dinosaucers (1987)
- Bay Coven (1987)
- ALF: The Animated Series (1987)
- COPS (1988)
- Dragon Ball Z (1989)
- The Super Mario Bros. Super Show! (1989)
- Lucky Luke (1990)
- Attack of the Killer Tomatoes (1990)
- Snow White (1991)
- Samurai Pizza Cats (1991)
- Heidi (1991)
- Cinderella (1991)
- The Wizard of Oz (1991)
- X-Men (1992)
- Spider-Man (1994)
- Spider-Man: Sins of the Fathers (1996)

### Productor ejecutivo
- Rambo (Serie de TV) (1986)
- Mighty Morphin Power Rangers (1993-1995)
- Power Rangers: la película (1995)
- Lord Zedd's Monster Heads: The Greatest Villains of the Mighty Morphin Power Rangers (1995)
- Mighty Morphin Alien Rangers (1996)
- Power Rangers Zeo (1996)
- Turbo: A Power Rangers Movie (1997)
- Power Rangers Turbo (1997)
- Power Rangers In Space (1998)
- Power Rangers Lost Galaxy (1999)
- Power Rangers Lightspeed Rescue (2000)
- Power Rangers Time Force (2001)

### Escenógrafo
- Turbo: A Power Rangers Movie (1997)

### Director
- Turbo: A Power Rangers Movie (1997)

### Como Montaje
- Blind Vision (1992)